# 時代新秩序

美國國徽背面

「時代新秩序」（拉丁語：Novus ordo seclorum）是美國邦聯議會秘書查爾斯·湯姆森在美國國徽背面加上的兩句格言中的第二句（第一句格言是「上帝贊佑吾人基業」）。

## 起源和語句含意
此格言出自於古羅馬詩人維吉爾的《牧歌集》，其中第5至8行寫道：
| 拉丁語                                      | 中文                                                     |
| ------------------------------------------- | -------------------------------------------------------- |
| Ultima Cumaei venit iam carminis aetas;     | 現在是西比拉之歌的最後時代了；                           |
| Magnus ab integro saeclorum nascitur ordo.  | 偉大的時代秩序重新誕生。                                 |
| iam redit et Virgo, redeunt Saturnia regna, | 現在正義回歸，尊敬的規則回歸（或薩圖爾努斯統治的回歸）； |
| iam nova progenies caelo demittitur alto.   | 現在，一個新的血統從高天派下來。                         |

在整個拉丁語詩歌和散文的歷史中，saecla、saeclorum等形式是更常見的saecula等的正常替代。saeculorum的形式在六步格中是不可能的：按位置ae和o是長的，u是短的。
seclorum這個詞並不是「世俗」的意思，而是saeculum這個詞的屬格（所有格）複數形式，意為（在這裡）一代人、一個世紀或一個時代。saeculum在晚期的基督教拉丁語中確實有「時代」、「世界」之意，而secular是通過secularis衍生所出。然而，形容詞secularis意為「世俗的」，並不等同於意為「時代的」屬格複數seclorum。
格言Novus ordo seclorum是由參與設計國徽的拉丁語專家查爾斯·湯姆森翻譯並添加到印章上的，意為「時代新秩序」。湯姆森說，這意味著從《獨立宣言》發表之日起「新美國時代的開始」。